# Сатюков Павло Олексійович
Павло Олексійович Сатюков (29 червня 1911, село Горки, тепер Варнавинського району Нижньогородської області, Російська Федерація — 17 листопада 1976, місто Москва) — радянський журналіст, головний редактор газети «Правда». Член Центральної ревізійної комісії КПРС (1956—1961). Член ЦК КПРС (1961—1966). Депутат Верховної Ради СРСР 5—6-го скликань.

## Життєпис
Народився в селянській родині. Трудову діяльність розпочав у 1924 році учнем сільськогосподарського робітника.
У 1930 році закінчив Ветлузький педагогічний технікум Нижньогородського краю.
З 1930 року — на редакційно-журналістській роботі в Нижньогородській крайовій комсомольській газеті «Ленинская смена». Служив у Червоній армії.
У 1937 році закінчив Горьковський педагогічний інститут імені Максима Горького. Був на викладацькій роботі.
Член ВКП(б) з 1939 року.
У 1942 році закінчив Вищу партійну школу при ЦК ВКП(б).
У 1942—1946 роках — в апараті ЦК ВКП(б).
У 1946—1949 роках — заступник головного редактора, головний редактор газети «Культура и жизнь».
У 1949—1956 роках — відповідальний секретар, заступник головного редактора газети «Правда».
У 1956—1964 роках — головний редактор газети «Правда».
Одночасно у 1959—1964 роках — голова правління Спілки журналістів СРСР. Один з авторів книги «Віч-на-віч з Америкою» (1959).
З 1964 року — в журналі «Агітатор». У 1964—1971 роках — відповідальний секретар редакції журналу «Партийная жизнь».
У 1971—1976 роках — головний редактор редакції науково-популярних і навчальних програм Центрального телебачення СРСР, член колегії Державного комітету Ради Міністрів СРСР з телебачення і радіомовлення.
Похований на Кунцевському цвинтарі в Москві.

## Нагороди
- три ордени Леніна (11.01.1958, 28.06.1961, 4.05.1962)
- два ордени Трудового Червоного Прапора
- медаль «За трудову доблесть» (25.12.1959)
- медалі
- Ленінська премія (1960) — за участь у створенні книги «Віч-на-віч з Америкою» (про поїздку Микити Хрущова в США).[1].